# Sun Quan
Sun Quan (chinesisch 孫權 / 孙权, Pinyin Sūn Quán, IPA (hochchinesisch) [su̯ən5 tɕʰʏ̯ɛn35], W.-G. Sun Ch'üan; Großjährigkeitsname (Zi) Zhòngmóu; * 5. Juli 182; † 21. Mai 252) war der Begründer der chinesischen Wu-Dynastie zur Zeit der Drei Reiche und einer der Söhne des Generals Sun Jian. Nach dem Tod seines Vaters begleitete Sun Quan seinen älteren Bruder Sun Ce auf Feldzügen, während Sun Ce zum Warlord im südöstlichen China aufstieg. Nach Sun Ces Tod im Jahr 200 beerbte Sun Quan diese Position und schaffte es die Macht weiter zu konsolidieren und gegen Übergriffe aus dem Norden zu behaupten. Sein Sieg in der Schlacht von Chibi (208) besiegelte schließlich die Teilung Chinas für die nächsten Jahrzehnte.
Im Jahr 221 wurde Sun Quan von Cao Pi, dem Kaiser der Wei-Dynastie, zum Herzog von Wu ernannt. Er schlug seinen westlichen Rivalen Liu Bei in der Schlacht von Xiaoting (222) und wandte sich daraufhin auch gegen Cao Pi. In der Schlacht von Shiting schaffte er es auch die Armee des Kaisers zu schlagen und erklärte sich im Jahr 229 selbst zum Kaiser. Zahlreiche außen- und innenpolitische Rückschläge verhinderten, dass Sun Quan die Macht seines Reiches weiter ausdehnen konnte. Neben einer fehlgeschlagenen Expedition ins Ostchinesische Meer und der misslungenen Unterstützung für den Wei-Rivalen Gongsun Yuan war es besonders seine mangelhafte Kooperation mit dem verbündeten Staat Shu Han im Westen, die seine Position nach außen schwächte. Im Innern machten ihm die mangelhafte Kontrolle der lokalen Statthalter zu schaffen und nach dem Tod seines designierten Thronfolgers Sun Deng führte ein Prinzenstreit am Hof zu weiteren Schwierigkeiten.
Das Reich, das Sun Quan nach seinem Tod im Alter von siebzig Jahren nach 52 Jahren Regierung hinterließ, war nicht stark genug, um sich gegen die Bedrohung durch die Wei-Dynastie zu behaupten. Machtkämpfe zwischen den Regenten seiner Nachfolger, den Generälen und den Kaiserinnen schwächten das Reich zusätzlich. Im Jahr 280 wurde es schließlich von Kaiser Wu von Jin erobert, der die Wei-Dynastie fünfzehn Jahre zuvor beendet hatte und die Jin-Dynastie begründete.

## Leben

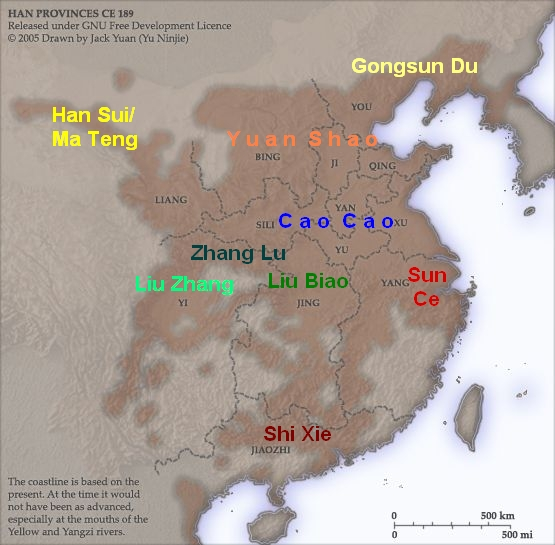
Machtblöcke in China kurz vor dem Tod Sun Ces.

### Kindheit und Jugend
Sun Quan soll laut den Chroniken der Drei Reiche vom General Sunzi abstammen. Die spätere Tradition weist ihm die Sūn-Insel im Unterlauf des Qiantang-Flusses als Geburtsort zu. Seine Eltern waren der General Sun Jian und dessen Gemahlin Wu.
Als Sun Quan am 5. Juli 182 geboren wurde, diente sein Vater Sun Jian unter Kaiser Ling (156–189). Nach dessen Tod diente er dem Warlord Yuan Shu (155–199) im Bürgerkrieg und fiel bei einem Angriff auf den Warlord Liu Biao (142–208) im Jahr 191. Sun Quan hatte drei Schwestern und vier Brüder, von denen einer von einer Konkubine und drei von seiner Mutter Wu stammten. Sun Ce (175–200) war der älteste und übernahm das Kommando seines Vaters. In energischen Feldzügen unterwarf er die südöstlichen Regionen des Reiches, zunächst noch als Gefolgsmann Yuan Shus.
Sun Ce verstärkte seine Armee auch durch die Kontingente von Verwandten, etwa seines Onkels Wu Jing, und setzte seine Verwandten in Schlüsselpositionen im Heer und in der Zivilverwaltung ein: Seine etwa gleichaltrigen Vettern Sun Ben und Sun Fu waren Offiziere, Sun Quan ernannte er im Jahr 196 zum Zivilverwalter von Yangxian. Obwohl dieser Posten eher symbolischen Wert besaß, wird seine Verleihung als Zeichen von Sun Ces Achtung vor seinem jüngeren Bruder angesehen.
Im Sommer des Jahres 200 wurde Sun Ce auf der Jagd tödlich verwundet und ernannte Sun Quan in Anwesenheit seiner Berater zu seinem Nachfolger. In den Chroniken der Drei Reiche sind die folgenden Worte des sterbenden Sun Ce an seinen Bruder überliefert, mit denen er ihm seine Insignien überreichte: „Truppen westlich des Yang-Flusses aufstellen, die Chancen zweier Schlachtfronten abschätzen, um Vorherrschaft im Reich kämpfen: Darin kommst du mir nicht gleich. Die Würdigen fördern und fähige Männer in die Ämter einsetzen, so dass jeder sein Bestes tut, um die Länder des Ostens zu halten: Darin komme ich dir nicht gleich.“

### Als Warlord

#### Konsolidierung
Der fließende Übergang von Sun Ce zu Sun Quan ist ein deutliches Zeichen dafür, dass Sun Quan zum Zeitpunkt seiner Machtergreifung bei seinem Bruder, den Generälen und den Beratern Achtung genoss und als der nächstliegende Nachfolger galt. So konnte die Macht der Sun-Familie vererbt werden, während die Reiche vieler anderer Warlords beim Tod ihres Anführers in Chaos versanken und ein rasches Ende fanden.
Eine Alternative zur Wahl Sun Quans scheint es überdies nicht gegeben zu haben. Sun Ce hatte einen leiblichen Sohn Sun Shao, der jedoch im Sommer 200 entweder ungeboren oder ein Säugling war und darum nicht für die Leitung eines kleinen, instabilen Territoriums in Frage kam. Sun Quans leibliche Brüder, Sun Yi und Sun Kuang, waren jünger als er und nicht so profiliert. Das Buch von Wu (zitiert in den Chroniken der Drei Reiche) berichtet auch von kurzlebigen Plänen eines Vetters der Sun-Brüder, Sun Gao, die Nachfolge anzutreten. Er hatte sich im Jahr 196 an Sun Ces Feldzügen beteiligt und saß als General mit seinen Truppen in der Kuaiji-Kommandantur. Er traf angeblich Anstalten, mit seinen Truppen die Macht zu ergreifen, erhielt jedoch wie alle Statthalter und Generäle eine Nachricht von Sun Quan, ihm loyal zu bleiben. Sun Gao befolgte das Gebot und gab seinen Plan auf. Er scheint kurz darauf verstorben zu sein, jedenfalls fehlen ab da Nachrichten über ihn.
Die Unterstützung durch verdiente Beamte war für Sun Quans Autorität gerade am Beginn seiner Herrschaft entscheidend. Seine wichtigsten Parteigänger waren die Berater Lü Fan, Zhang Zhao und Zhang Hong sowie die verdienten Generäle Cheng Pu und Zhou Yu. Die meisten etablierten Feldherren in seinem Gefolge hatten sich erst unter Sun Ce einen Namen gemacht, nur Cheng Pu, Huang Gai und Han Dang hatten bereits Sun Jian gedient. Sie alle sahen Sun Quan als rechtmäßigen Nachfolger an und unterstützten seine Nachfolge. In historischen Quellen wird Cheng Pu als entscheidende Person genannt, die Sun Quans Autorität in der Provinz befestigte, während die volkstümliche Tradition dem berühmten Zhou Yu diese Rolle zuschreibt.

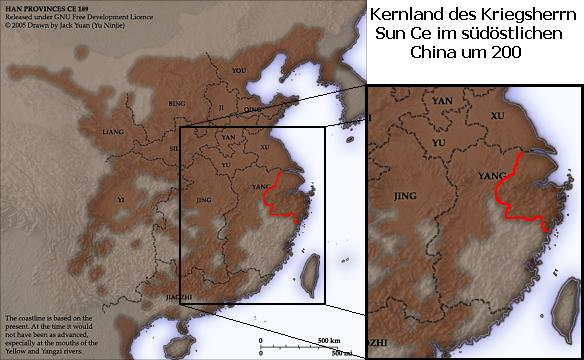
Machtbereich Sun Quans in der Yang-Provinz um 200–203.

Das Kernland Sun Quans bestand zu dieser Zeit aus den Kommandanturen Danjang, Wu und Kuaiji (etwa die heutige Provinz Zhejiang), die je von Zhu Zhi, Wu Jing und Sun Quan verwaltet wurden. Die Lujiang-Kommandantur, 199 von Sun Ce erobert, stand unter der Statthalterschaft eines Li Shu, der Unabhängigkeit von seinem neuen Herrn anstrebte. Er plante, sich dem Kanzler und mächtigen Warlord Cao Cao (155–220) anzuschließen, der den Norden Chinas beinahe unumschränkt beherrschte und den Kaiser Xian kontrollierte. Er hatte auch Sun Ce und in seiner Nachfolge Sun Quan als Kommandanten von Kuaiji bestätigt. Sun Quan kam jedoch Li Shu zuvor und zeigt ihn bei Cao Cao als Verbrecher an. Li Shu war isoliert und konnte dem Angriff Sun Quans nicht standhalten. Er wurde geköpft und durch Sun He ersetzt, einen älteren Stiefbruder Sun Quans.
Cao Cao reagierte, indem er Liu Fu als Inspektor der Yang-Provinz einsetzte. Dieser begann mit dem Ausbau der Stadt Hefei als Festung und gewann die Gefolgschaft der Banditen und Flüchtlinge der Gegend. Er errichtete nach dem Vorbild Cao Caos Wehrbauernkolonien in der Liujiang-Kommandantur und verbesserte das Bewässerungssystem. Sun Quan hatte inzwischen mit Unruhen in der Danyang-Kommandantur zu kämpfen. Dort war Sun Yi, der Nachfolger Wu Jings, im Jahr 204 von seinen Beratern Gui Lan und Dai Yuan ermordet worden. Sun He, der neue Großverwalter von Lujiang, wurde mit den Ermittlungen beauftragt, fiel ihnen aber ebenfalls zum Opfer. Die Berater übernahmen die Verwaltung der Kommandanturen und sandten Botschaft zu Liu Fu mit dem Ziel, ihr Gebiet Cao Cao zu unterstellen. Gui Lan soll jedoch dann um die Gemahlin seines ermordeten Herrn geworben haben, die bei ihrem Schwager Sun Gao Hilfe suchte. Sun Gao ermordete Gui Lan und Dai Yuan und wurde von Sun Quan, der wenig später mit seiner Streitmacht eintraf, belohnt. Neuer Großverwalter von Danyang wurde Sun Yu, Sun Gaos jüngerer Bruder.
Die Biografie des Lü Meng berichtet über Sun Quans weitere Personalpolitik dieser Zeit: Er inspizierte die jungen Offiziere, um ihre Truppen nach Verpflegung und Kampfkraft zusammenzulegen. Daneben bemühte er sich um die Gefolgschaft verdienter Männer. Zu ihm zogen Zhuge Jin (174–241) aus Langye, der Bruder des berühmten Zhuge Liang; Bu Zhi († 248) aus Xiapi; Yan Jun aus Pengcheng; und der spätere Oberbefehlshaber Lu Su (172–217) auf Anraten von Zhou Yu.

#### Der Krieg gegen Huang Zu
Nach der Befestigung seiner Aufmarschbasis und Position konnte Sun Quan die Pläne seines Bruders zur Expansion nach Westen und Süden wieder aufnehmen. Sein erstes Ziel war Huang Zu, der als General des Gouverneurs Liu Biao die Jing-Provinz (in der heutigen Provinz Jiangxi) westlich von Danyang bewachte und in der benachbarten Jiangxia-Kommandantur saß. Schon seit den Tagen Sun Jians war er ein Erbfeind der Sun-Familie und stellte für Sun Quan eine ernste Bedrohung dar. Darum fasste der Warlord den Plan, das Gebiet zu erobern. Neben der militärischen Bedeutung dieses Plans spielte auch die Rache für den Tod seines Vaters durch Huang Zu eine Rolle.
Im Jahr 203 ging Sun Quan gegen Huang Zus Stellungen am Unterlauf des Jangtse vor. Obwohl er keine Entscheidung herbeiführen konnte, schädigte er die feindliche Flotte empfindlich, so dass eine Gegenaktion Huang Zus verhindert wurde. Im nächsten oder übernächsten Jahr schickte er seine Generäle Cheng Pu und Taishi Ci aus, um die Poyang-Region südlich von Huang Zus Machtbereich zu stabilisieren. Er operierte von Jiaoqiu (heutiges Nanchang) aus, während seine Reserve (unter Sun He, später Sun Shao) und die Zivilverwaltung weiterhin in Dantu stationiert blieb.
Als die Poyang-Region um 206 gesichert war, gab Sun Quan Zhou Yu den Befehl, die Jing-Provinz anzugreifen, und sicherte ihm die Unterstützung des Großverwalters Sun Yu aus der Danyang-Kommandantur zu. Zunächst eroberte Zhou Yu die Siedlungen Mo und Bao, die am Pengli-See lagen und durch Sümpfe von Huang Zus Hauptquartier in Xiakou (heutiges Wuhan) abgeschnitten waren. Nach dem Sieg stockte er seine Truppen auf und besiegte Huang Zus Streitmacht, deren Anführer Deng Long er gefangen nahm und zu Sun Quan sandte.
Im nächsten Jahr führte Sun Quan den Feldzug selbst an. Er schwächte Huang Zus Stellungen durch Plünderungszüge und gewann viele Flüchtlinge aus Jiangxia. Im Jahr 208 führte er den entscheidenden Angriff auf Huang Zus Hauptquartier durch und besiegte ihn erst zu Wasser, nahm dann die Stadt im Sturm und tötete Huang Zu auf der Flucht. Damit hatte Sun Quan sein Territorium verdoppelt und die Gefahr im Westen gebannt.

#### Die Schlacht von Chibi

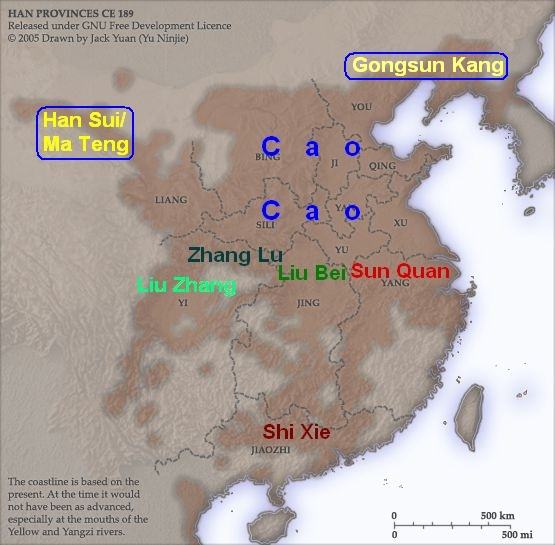
Die Situation am Vorabend der Schlacht von Chibi: Cao Cao hat den Norden vereinigt, Sun Quan kontrolliert den unteren Jangtse.

Sun Quans nächste und größte Herausforderung rückte unaufhaltsam näher. Der Tod Liu Biaos im August 208 hatte ein Machtvakuum in der Jing-Provinz hinterlassen, das sein Sohn Liu Cong nicht ausfüllen konnte. Im September fiel er Cao Caos Angriff zum Opfer. Der Warlord hatte im Namen des Kaisers, den er kontrollierte, das nördliche China ganz erobert und wandte sich nun dem Süden zu. Von allen Warlords der Zeit hatte er die größte Aufmarschbasis, die stärkste Streitmacht, die höchste Autorität und – dies war das Wichtigste – die größte Menschenmasse zur Verfügung.
Gegen Cao Caos Angriff hätte Sun Quan allein nicht bestanden, darum verbündete er sich mit Liu Bei (161–223). Der General hatte Liu Biao seit 200 gedient und hielt die Festung bei Fancheng mit seinen Beratern Guan Yu, Zhang Fei und Zhuge Liang. Er genoss großes Ansehen bei seinen Gefolgsleuten, da er sich auf die Abstammung vom Han-Kaiser Jing berief und seit dem Aufstand der Gelben Turbane (184) für das Kaiserhaus gestritten hatte. Nach Liu Biaos Tod hielt er sich aus dem Nachfolgestreit heraus, obwohl es auch Stimmen gab, die ihn zum Nachfolger wünschten. Liu Bei sah jedoch ein, dass eine solch umstrittene Position angesichts einer Invasion von Cao Cao unhaltbar wäre, und führte stattdessen die Zivilbevölkerung unter Aufsicht seiner Armee aus dem Krisengebiet nach Süden. Auf dem Marsch wurden sie von Cao Cao angegriffen und in der Schlacht von Changban zerstreut, und nur durch Zhang Feis Abwehrkampf konnte Liu Bei mit dem Gros seiner Armee und seiner Familie entkommen.
In diesen Wirren befahl Sun Quan seinem Berater Lu Su, Liu Biaos Nachfolger zu besuchen und ihnen sein Beileid auszusprechen. Der Zweck der Mission war Spionage und Kontaktaufnahme mit Liu Bei. Schon vorher erfuhr Lu Su jedoch von Liu Congs wenig aussichtsreicher Nachfolge und Liu Beis Flucht. Er fing den General unmittelbar nach der Niederlage von Changban ab und führte ihn nach Fankou am Jangtse, damit er dort sein Lager aufschlage. Gemeinsam mit Zhuge Liang kehrte er zu Sun Quan zurück und erstattete Bericht. Wer bei der folgenden Beratung die wichtigste Rolle einnahm, Zhuge Liang oder Zhou Yu (der sich damals, den meisten historischen Berichten zufolge, in Poyang befand), ist von Historikern beider Seiten unterschiedlich überliefert.
Für Sun Quan gab es drei Alternativen: Er konnte seine Unabhängigkeit aufgeben und sich Cao Cao unterwerfen, seine Kräfte ballen und sich in seinem Machtbereich einigeln, oder alle möglichen Verbündeten um sich scharen und Cao Cao entgegentreten. Seine Entscheidung fiel auf die Offensive, die ihm die beträchtlichen Truppen Liu Beis ermöglichten. Er befahl Zhou Yu, mit Lu Su und Cheng Pu am südlichen Ufer des Jangtse zu lagern, und gab ihnen 30.000 Mann mit. Liu Beis Truppen waren etwa gleich zahlreich. Sie standen mehr als 220.000 Soldaten Cao Caos gegenüber, obwohl Cao Cao selbst von 800.000 sprach.

Truppenbewegungen in den Schlachten von Changban und Chibi.

Im späten November oder frühen Dezember 208 segelten Zhou Yu und Cheng Pu den Jangtse hinauf, um sich mit Liu Bei und dessen Verbündeten Liu Qi zu treffen. Die folgende Schlacht, die als Schlacht von Chibi oder Schlacht am Roten Felsen bekannt ist, konnten Liu Bei und Sun Quan durch ihre taktischen Vorteile gewinnen. Cao Caos Streitmacht, vom langen Marsch ermüdet und von Seuchen geplagt, lagerte am nördlichen Flussufer, Liu Beis Armee und Sun Quans Marine am südlichen. Da Cao Caos Soldaten nicht an den Kampf zu Wasser gewöhnt waren, anders als Sun Quans Soldaten, suchte Cao Cao diesen Nachteil auszugleichen. Er nahm den Rat eines vermeintlichen Überläufers aus Liu Beis Lager, Pang Tong, an, seine Schiffe zu vertäuen. So sollte das Schaukeln auf der Überfahrt eingeschränkt werden. Cao Caos Flotte wurde durch diese Maßnahme aber auch manövrierunfähig, so dass Sun Quans General Huang Gai sie unter Ausnutzung des Südwindes in Brand setzen und vollständig niederbrennen konnte.
Mit dieser List wurde Cao Caos Übermacht beim Roten Felsen (Chibi) aufgerieben und ihm eine empfindliche Niederlage beigebracht. So war die Teilung Chinas für die nächsten Jahrzehnte besiegelt. Sun Quan gewährte Liu Bei die Herrschaft über eine Hälfte der Jing-Provinz, damit dieser von dort aus eine Machtbasis erobern konnte. Trotzdem spielte Sun Quan mit dem Gedanken, die Provinz eines Tages ganz an sich zu reißen und so seinen Machtbereich zu vergrößern.

#### Kampf um die Jing-Provinz

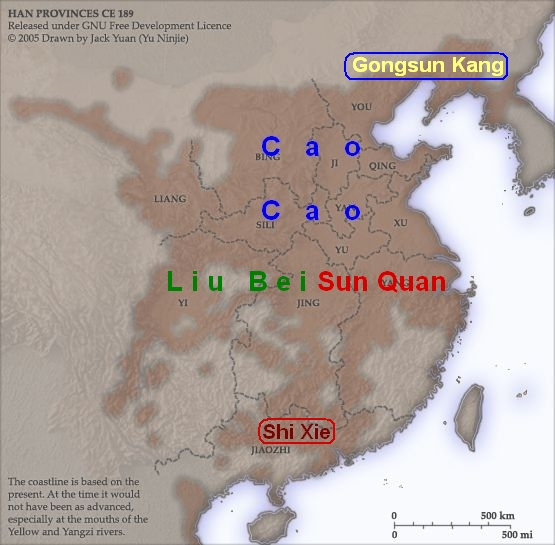
Die Situation im Jahr 215: Die Jing-Provinz ist geteilt, Sun Quan hat über den Jangtse gesetzt und den Gouverneur Shi Xie in der Jiaozhi-Provinz unterworfen.

Nach der Schlacht von Chibi hatte Sun Quan eine gefährliche Bedrohung abgewendet und gleichzeitig einen Machtfaktor in seinem Bereich ausgeschaltet. Schon 209 starb Liu Qi, und Sun Quan übernahm seine Jiangxia-Kommandantur (deren Zivilverwalter Cheng Pu wurde). Liu Bei, der sein Bündnis mit Sun Quan fortsetzte, eroberte mit Zhou Yu gemeinsam die Jing-Provinz, während nördlich von ihnen der Inspektor Liu Fu seine Stellungen weiter ausbaute. Sun Quan konnte nördlich des Jangtse nicht Fuß fassen, wie auch Liu Fu den Jangtse nicht überschritt. Das Land zwischen Jangtse und dem Huai-Fluss wurde Niemandsland.
Im Nordwesten konnte Sun Quans Seite Erfolge verzeichnen. In Koordination mit Zhuge Liang drängte Zhou Yu Cao Caos Statthalter zurück und konnte nach einem Sieg über die Armee Cao Rens in der Gegend von Jiangling einen Brückenkopf am linken Jangtse-Ufer errichten. Im Jahr darauf (210) erkrankte Zhou Yu und starb. Sein Nachfolger im Oberbefehl der Streitkräfte wurde Lu Su, der sich jedoch gegen Liu Beis Erfolge auf dem Schlachtfeld nicht hervortun konnte.
Liu Bei und Sun Quan waren offiziell gleichberechtigt, aber Sun Quans Stellung im Heer und in der Zivilverwaltung war aufgrund seiner Autorität stärker, während Liu Bei vor allem von seinen eigenen Offizieren, Beratern und Soldaten geschätzt wurde. Um die Bande zu stärken, gab Sun Quan Liu Bei möglicherweise seine jüngere Schwester Sun zur Frau. In späteren Adaptionen wird sie Sun Shangxiang (oder Sun Ren) genannt, im historischen Buch von Shu dagegen wird sie ohne Namen und nur an wenigen Stellen erwähnt. Ein ehrerbietiger Besuch Liu Beis in Sun Quans Hauptquartier, den dieser nicht erwiderte, wird von der Forschung als frühe dramatische Einfügung betrachtet.
Da aus dem Norden von Cao Cao keine unmittelbare Gefahr drohte, richtete Sun Quan nach der Befriedung der Jing-Provinz sein Augenmerk auf die nächsten Gegner im Westen. Liu Zhang war seit 194 Gouverneur der Yi-Provinz, musste jedoch häufig Unruhen der Bevölkerung und seiner Offiziere unterdrücken. Sein westlicher Nachbar Zhang Lu hatte in seiner Kommandantur von Hanzhong einen daoistischen Gottesstaat errichtet und kontrollierte wichtige Pässe auf dem Weg nach Sichuan. Auf seinem Totenbett hatte Zhou Yu Sun Quan gedrängt, Liu Zhang und Zhang Lu zu unterwerfen, aber ein solcher Feldzug hätte Sun Quans Ressourcen bedenklich strapaziert und sein Reich zu rasch ausgedehnt. Dennoch traf Sun Quan alle Vorbereitungen für eine Invasion in der Yi-Provinz. Er verlieh Lu Su den Befehl über das Gros der Streitkräfte (mehrere zehntausend Mann), um ihn neben Liu Bei in der Jing-Provinz zu stationieren.
Liu Bei hatte aber selbst schon ein Auge auf die Yi-Provinz geworfen. Nach der Schlacht von Chibi hatte er sich mit Liu Zhang verständigt und mit Hilfstruppen aus der Yi-Provinz den südlichen Teil der Jing-Provinz besetzt. Dort stellte er sich Sun Quans Invasion entgegen und verweigerte der Armee den Durchmarsch. Aus zwei Gründen entschied sich Sun Quan, die Invasion abzubrechen: Ein Krieg gegen Liu Bei hätte seine Kampfkraft arg geschwächt und außerdem die sichere Westgrenze der Jing-Provinz verheert. Im Norden dagegen war die Grenzfrage immer noch ungelöst, also verlagerte Sun Quan seine Initiative dorthin. Die Jing-Provinz teilte er mit Liu Bei, der von dort aus seinen großen Feldzug gegen Liu Zhang unternahm.
Im Jahr 210 schickte Sun Quan auch einen Inspektor in die Jiao-Provinz, die südlichste im damaligen China mit der Hauptstadt Longbian (beim heutigen Hanoi). Ihr Gouverneur Shi Xie unterwarf sich Sun Quan, behielt aber seinen Posten.
Im Winter 212–213 kämpften Cao Caos und Sun Quans Flotten auf dem Jangtse in Höhe von Sun Quans Festung Ruxu. Der Krieg verheerte das Land, besonders da beide Seiten die Taktik der Verbrannten Erde anwendeten und die Landbevölkerung nach Nord und Süd floh. Im Sommer 214 konnte Sun Quan endlich nennenswerte Erfolge verzeichnen: Seine Generäle Lü Meng und Gan Ning hatten Huan erobert, die letzte Stadt Cao Caos südlich seiner Festung Hefei. Lü Meng wurde für seinen Sieg mit dem Posten des Zivilverwalters von Liujiang belohnt. Nun kontrollierte Sun Quan den Jangtse mit drei Festungen in Xunyang, Ruxu und Jianye vollständig, und seine Nordgrenze war gesichert. Cao Caos Machtbereich endete im Flusstal des Huai, und die Stadt und Festung Hefei war sein äußerster Vorposten. Immerhin war er in der Lage, ihn zu halten: Hefeis Verwalter, der dekorierte General Zhang Liao, konnte die Stadt gegen Sun Quans Übergriffe verteidigen. So endete auch Sun Quans Angriff im Jahr 215 nach tagelanger Belagerung der Stadt mit einer Niederlage.
Da seine West- und Nordgrenze stabilisiert waren, wandte sich Sun Quan dem Süden zu. Die Hügelländer der Yang-Provinz entzogen sich seiner Kontrolle und erschwerten die Überwachung Shi Xies in der Jiao-Provinz. Die kleineren Feldzüge, die schon Sun Ce unternommen hatte und die Sun Quans General He Qi 205–208 fortgesetzt hatte, hatten die Kommandanturen Yi und She unter Sun Quans Herrschaft gebracht. Viele Bewohner des Hügellandes blieben jedoch nicht nur unabhängig von Sun Quan, sondern auch der alten Zentralregierung hörig. Im Jahr 216 stiftete Cao Cao einen Aufstand in Poyang (südlich von Danyang) an, der sich bald bis Danyang ausbreitete. He Qi und Lu Xun unterwarfen die Rebellen, töteten ihren Anführer und nahmen die kapitulierenden Soldaten in ihre Reihen auf, mehrere tausend.
Im selben Jahr gab Cao Cao noch einen Befehl zum Aufstand, diesmal an Fei Zhang in der Danyang-Kommandantur. Fei verbündete sich mit den nichtchinesischen Min-Yue-Stämmen und griff Sun Quans General Lu Xun an, der ihn jedoch rasch besiegte und in der Folge die Grenzen der Kommandanturen Danyang, Wu und Kuaiji durchzog und überall Truppen aushob. Nach diesen Unruhen war das Hügelland in Sun Quans Händen. Um das Land zu halten, begann er ein ähnliches Kolonisationsprogramm wie Cao Cao: Er verlegte die Landbevölkerung in neue Siedlungen unter fester Kontrolle seiner Regierung.

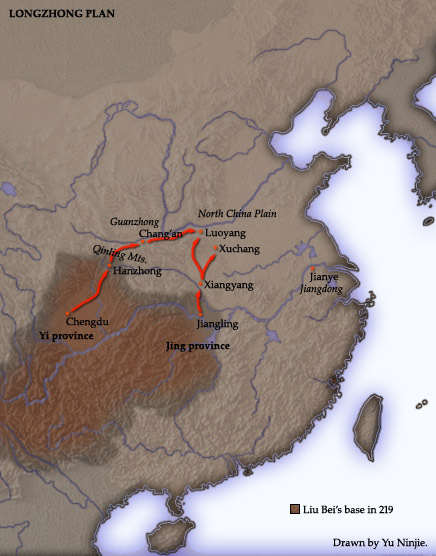
Liu Beis Machtbereich um 218 und Zhuge Liangs geplante Marschroute zur Eroberung der Zentralebene.

Liu Bei hatte währenddessen von der Jing-Provinz aus den Machtbereich des Gouverneurs Liu Zhang erobert und nach dessen Unterwerfung seine Anhänger in die eigenen Reihen integriert. Den stabilen Staat seines Vorgängers übernahm er mit fester Hand und traf alle Vorbereitungen zu einem großen Eroberungsfeldzug im Norden. Sein Stratege Zhuge Liang entwickelte einen Plan, mit dem er ausgehend von der Hauptstadt Chengdu im Westen und der Festung Jiangling im Osten Cao Caos Hauptstadt Luoyang rasch einzunehmen gedachte.
Sun Quan dagegen war nach seinem Misserfolg vor Hefei in eine Pattsituation mit Cao Cao geraten. Um die Stabilität seiner Nordgrenze zu gewährleisten, unterwarf er sich ihm förmlich und erneuerte das Bündnis, das die Familien Sun und Cao bis zur Schlacht von Chibi vereint hatte. Sun Quan sah also seine Chancen vornehmlich im Süden und Westen. Liu Beis Machtzuwachs versetzte ihn in Furcht um seinen Anteil der Jing-Provinz. Sun Quans dortiger Oberbefehlshaber, Lu Su, war 217 verstorben. Zu seinem Nachfolger ernannte der Warlord den General Lü Meng, der im Hauptquartier Lukou den Befehl über 10.000 Mann übernahm.
Liu Bei konzentrierte sich auf die Feldzüge gegen Cao Cao und vertraute auf Guan Yus Vermögen, die Jing-Provinz allein zu halten. Im Frühjahr 219 konnte Liu Bei Cao Caos General Xiahou Yuan in der Schlacht am Berg Dingjun besiegen, und im Sommer hatte er die Kontrolle über die Grenzfestung Hanzhong erlangt. Cao Cao musste sich nach Chang’an zurückziehen, während sich Liu Bei im Herbst zum König von Hanzhong ausrief.
Im selben Jahr hatte Guan Yu einen Feldzug gegen Cao Caos Vetter Cao Ren begonnen, der die Festung Fan nördlich des Han-Flusses hielt. Auch mit Unterstützung des Generals Yu Jin konnte sich Cao Ren nicht behaupten und zog sich nach einer verlustreichen Schlacht in die Festung zurück, wo ihn Guan Yu belagerte. Diese Gelegenheit eines Angriffs nutzte Lü Meng aus zwei Gründen nicht: Zum einen hoffte er, dass Guan Yu für ihn mit Cao Ren einen mächtigen Gegner aus dem Feld räumen werde, zum zweiten war er krank und wurde durch Lu Xun vertreten.
Cao Cao und Sun Quan scheinen zu dieser Zeit in Kontakt über die militärische Lage gewesen zu sein. Sie kamen überein, dass Sun Quans Armee Guan Yu angreifen müsse; die Quellen sind sich nicht einig, wer von beiden diese Idee zuerst aufgriff. Anfang Dezember 219 befahl Sun Quan jedenfalls den Angriff, bei dem Jiang Qin die Flotte, Sun Jiao die Reserve und Lü Meng die Hauptstreitmacht anführte. Sie nahmen Guan Yus östliche Außenposten im Sturm und eroberten rasch die Stadt Jiangling, wo sie Guan Yus Staatsschatz erbeuteten und seine Familie gefangen nahmen. Um die Bevölkerung für sich zu gewinnen, zeigte sich Lü Meng äußerst milde und ließ alle verwundeten gegnerischen Soldaten versorgen und pflegen.
Als Guan Yu von Lü Mengs Operationen erfuhr, brach er die Belagerung der Festung Fan ab und machte sich eilig nach Jiangling auf, ohne von Cao Ren verfolgt zu werden. Unterdessen eroberte Lu Xun einige Städte im Tal des Jangtse und trieb Guan Yu in die Enge. So war Guan Yu einige Wochen nach Abbruch der Belagerung in der Gegend von Dangyang zwischen dem Jangtse und dem Han-Fluss eingekesselt und sah sich im Osten Jiang Qin, im Süden Lü Meng, im Westen Lu Xun und im Norden Cao Ren gegenüber. Der größte Teil seiner Männer desertierte, und er wurde in einem Scharmützel mit Lü Mengs Truppen mitsamt seinem Sohn Guan Ping gefangen genommen und hingerichtet. Seinen Kopf sandte Sun Quan als Tribut an Cao Cao, den übrigen Leichnam ließ er in allen Ehren bestatten.
Ob dieser Ausgang Sun Quan zufriedenstellte, ist nicht klar. Die Gefangennahme seines verdienstvollsten Generals hätte Liu Bei sicher entmutigt, wohingegen Guan Yus Tod ihn zum Krieg reizte. Nun schlossen Lü Meng (der bald erneut erkrankte und starb; auch Jiang Qin war auf dem Rückweg erkrankt und verstorben.) und nach ihm Lu Xun die unblutige Eroberung der Jing-Provinz ab. Sun Quan proklamierte eine Steuersenkung für die Provinz, um die von Seuchen geplagte Bevölkerung zu entlasten.

### Herzog von Wu

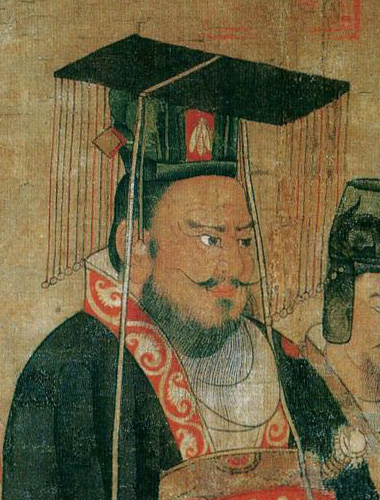
Cao Pi, hier auf einem Gemälde aus dem 7. Jahrhundert, begründete die Wei-Dynastie und ernannte Sun Quan zum Herzog.

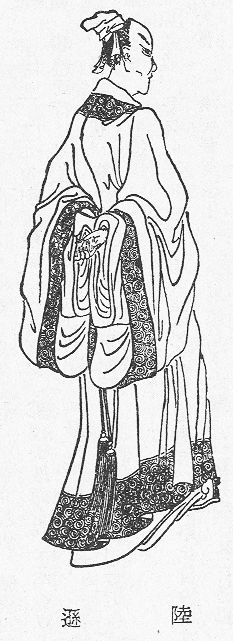
Der Stratege Lu Xun spielte eine wichtige Rolle bei Sun Quans Feldzügen nach Lü Mengs Tod.

Im März 220 starb Cao Cao, und sein Sohn Cao Pi erbte den Titel des Herzogs von Wei. Noch im selben Jahr (am 11. Dezember) zwang er den Kaiser, zu seinen Gunsten abzudanken, und errichtete die Wei-Dynastie. Diese Handlung war ein Schlussstrich unter der mehr als dreißigjährigen Zeit der Auflösung der Han-Dynastie und hatte große Wirkung. Sun Quan nahm den eher symbolischen Machtwechsel, der ihn nicht persönlich berührte, mit Gleichmut hin und sandte weiterhin Tribut an Cao Pi. Liu Bei begriff sich dagegen als rechtmäßiger Nachfolger der Han-Kaiser, weil er sich auf eine weitläufige Abstammung vom Kaiserhaus berief. Darum erklärte er sich am 15. Mai 221 in seiner Hauptstadt Chengdu zum Kaiser, und seine Dynastie wurde nach seinem Machtbereich „Shu Han“ (Han von Shu) genannt.
Seit Guan Yus Tod sammelte Liu Bei Kräfte für einen Vergeltungsschlag gegen Sun Quan, der weiterhin in der Jing-Provinz residierte und dort im Jahr 221 eine zweite Hauptstadt Wuchang errichtete (in der früheren Stadt E), die er bis zum Herbst des Jahres mit Mauern befestigt und mit einer eigenen Kommandantur versehen hatte. So konnte der Lauf des Jangtse von der Mündung des Han-Flusses bis zum See Pengli kontrolliert werden.
Im selben Jahr brach Liu Bei zu einer Expedition in die Jing-Provinz auf, deren Nutzen allerdings von vielen seiner Berater und Generäle bezweifelt wurde. In erster Linie ging es Liu Bei um Rache für Guan Yu, erst danach um die Rückeroberung der Jing-Provinz. Sun Quan schickte zur selben Zeit, im Herbst 221, Botschafter an Cao Pi, um ihr Bündnis zu bestärken. Bei der Gesandtschaft befand sich auch der aus der Gefangenschaft befreite General Yu Jin. Dieser Schritt wurde von manchen Beratern Cao Pis als Zeichen der Schwäche Sun Quans gesehen, und sie schlugen vor, sich mit Liu Bei zu verbünden und Sun Quan im Verein auszuschalten. Dieser Plan wurde jedoch verworfen: Er war zum einen zu riskant, da Sun Quans militärische Stärke mit derjenigen Cao Pis durchaus mithalten konnte, zum anderen hielten viele Berater (und auch Cao Pi selbst) es für unziemlich, einen loyalen Verbündeten so zu verraten, zum Dritten musste Cao Pi seiner noch sehr jungen Herrschaft Geltung und Ansehen verschaffen. Also schickte er Sun Quans Botschafter mit dem Auftrag zurück, ihrem Herrn die Neun Ehrenzeichen und den Titel des Herzogs von Wu zu überbringen. Im Dezember gelangte die Gesandtschaft nach Wuchang. Sun Quan hatte zuvor den Titel Marquis von Nanchang getragen, den er unter der Han-Dynastie angenommen hatte. Mit diesem höheren Titel erlangte er die Neutralität des Staates Wei und akzeptierte den neuen Kaiser als rechtmäßige höchste Instanz im Reich, jedenfalls offiziell.
Liu Bei hatte seinen Marsch im Sommer begonnen und seine Streitmacht bis zum Dezember an der Ostgrenze gesammelt. In den Chroniken der Drei Reiche wird sein Heer mit 40.000 Mann beziffert, der Sinologe Rafe de Crespigny geht jedoch von der Hälfte aus. Sun Quans Streitmacht, die in Zigui unter dem Kommando von Pan Zhang lag, dürfte etwa gleich groß gewesen sein. Sie hatte Verstärkung von einigen Deserteuren Liu Beis erhalten, die zwar das Kräfteverhältnis nicht beeinflusste, aber große moralische Wirkung hatte, denn die Deserteure hatten den General Zhang Fei ermordet. Mit dem ersten Angriff im Dezember 221 konnte Liu Bei Sun Quans Außenposten zerstören und Pan Zhang zurückdrängen. Die Stadt Zigui fiel, und Liu Beis Spione bemühten sich, die benachbarten Stämme der Wuling-Berge gegen Sun Quan aufzubringen (allerdings erfolglos, und der Offizier Ma Liang wurde später von ihnen getötet). Dieser reagierte, indem er den General Lu Xun mit einem Heer von 50.000 Mann aussandte. Lu Xun errichtete sein Lager am Nordufer des Jangtse im Bezirk Yiling (beim heutigen Yichang) und bereitete sich auf die Schlacht vor. Im März 222 traf Liu Bei mit der Hauptstreitmacht ein, die der Sechzigjährige selbst anführte. Während er seinen General Huang Quan mit einem Teil der Truppen gegen Lu Xun aussandte, zog er selbst am südlichen Jangtseufer weiter gegen die Stadt Yidao. Lu Xun hatte es in seinem Lager nicht leicht, sich gegen seine untergebenen Offiziere durchzusetzen. Er entschied sich für eine defensive Zermürbungstaktik und hielt im Lager der Belagerung Huang Quans stand, obwohl seine Generäle ihn drängten, der Stadt Yidao zu Hilfe zu kommen. Schließlich gab sich Liu Bei in der Gegend von Xiaoting eine Blöße an der Flanke, die Lu Xun ausnutzte und Liu Bei in der Schlacht von Xiaoting besiegte. Huang Quan wurde abgeschnitten und floh nach Norden, um sich mit seinen Truppen Cao Pi zu unterwerfen.
Liu Beis Armee hatte sich aufgelöst und war nach Shu geflohen, Liu Bei selbst entkam nur knapp der Gefangennahme und zog sich nach Bodi zurück. Sein General Zhao Yun verteidigte die Grenze gegen Sun Quan mit der Reservearmee. Beide Seiten vereinbarten einen Waffenstillstand, und Sun Quan wandte sich seinem nördlichen Nachbarn zu. Sein loses Bündnis mit der Wei-Dynastie konnte er umso leichter lösen, als er noch keine Geiseln nach Luoyang geschickt hatte. Cao Pi hatte bei der Titelverleihung von Sun Quan verlangt, dass er seinen ältesten Sohn Sun Deng, damals ein Kind von zwölf Jahren, als Marquis und General nach Luoyang kommen lasse. Sun Quan hatte in einem Entschuldigungsschreiben die Jugend und angebliche schlechte Gesundheit Sun Dengs vorgeschoben, um abzulehnen. Auch weitere Gesandtschaften des Kaisers kehrten ergebnislos nach Luoyang zurück, und im Herbst 222 verlangte Cao Pi, dass Sun Deng unverzüglich als Geisel nach Norden reise. Sun Quan jedoch empfing seine Botschafter nicht einmal und lieferte dem Kaiser damit einen Kriegsgrund. Im neunten Monat schickte Cao Pi drei Armeen Richtung Jangtse: Eine unter Cao Zhen und Xiahou Shang griff bei Jiangling, eine unter Cao Ren bei Ruxu und eine unter Cao Xiu bei Dongkou (in der Nähe von Liyang) an. Um eine bewaffnete Auseinandersetzung zu vermeiden, machte Sun Quan dem Kaiser im frühen November ein Angebot: Er erklärte sich bereit, in die Jiaozhi-Provinz zu ziehen und Sun Deng mit einer Tochter der Cao-Familie zu verheiraten. Cao Pi ließ sich jedoch nicht darauf ein und verlangte, dass Sun Deng noch am selben Tag als Geisel zu ihm gebracht werde. Sun Quan reagierte mit der Befestigungen seiner Festungen am Jangtse und einer formalen Unabhängigkeitserklärung gegen Wei und erhöhte seinen Herzog-Titel zu dem eines Königs von Wu. Als Regierungsdevise wählte er Huángwǔ (黃武 / 黄武 – „gelber Krieg“). Im Januar 223 stellte Sun Quan per Gesandtschaft sein altes Defensivbündnis mit Liu Bei wieder her und konnte sich mit gestärkter Moral der Front am Jangtse zuwenden.
Dort wurde Cao Xius Armee von der Flotte unter dem Kommando von Lü Fan geschlagen, in der Festung Ruxu überstand der Kommandant Zhu Huan die Belagerung Cao Rens, der sich nach einer fehlgeschlagenen Expedition gegen die Flussinsel Zhongzhou nach Norden zurückzog. Die Nan-Kommandantur um Jiangling war dagegen in einer vergleichsweise schwachen Position, weil sie noch nicht lange in Sun Quans Händen war und ihre Verteidigungspositionen von den Kämpfen mit Liu Bei geschwächt waren. Cao Zhens und Xiahou Shangs Vorstöße hatte Cao Pi veranlasst, seine Residenz nach Wancheng im Kreis Nanyang zu verlegen. Im Winter und Frühjahr wurde Sun Quans Großverwalter Zhu Ran im Hauptquartier Jiangling belagert. Die Wei-Truppen hatten ihre Versorgungslinien abgeschnitten und zogen sich erst zurück, als nach sechsmonatiger Belagerung eine Seuche im Lager ausgebrochen war. In den nächsten Jahren befahl Cao Pi keine weiteren Angriffe auf diese Region, weil schon die Armee seines Vaters in den hiesigen Sümpfen (208) von Krankheiten befallen worden war. Er konzentrierte sich stattdessen auf den unteren Jangtse.
Liu Bei starb im April 223. Er bestimmte seinen Kanzler Zhuge Liang zum Regenten für seinen unerfahrenen Nachfolger Liu Shan. Zhuge Liang festigte den Staat bis zum Winter des Jahres und verstetigte das Defensivbündnis mit Sun Quan, der Lu Xun mit den Angelegenheiten an der Westgrenze des Reiches betraute. Im Sommer gelang Sun Quans General He Qi ein Vorstoß gegen den Wei-Außenposten Qichun, und ein Jahr lang blieb die Nordgrenze ruhig, bis Cao Pi im Herbst 224 am unteren Jangtse aufrüstete. Er führte eine große Flotte den Huai-Fluss hinunter, um Sun Quans Grenze an einer möglichen Schwachstelle zwischen den Festungen Ruxu und Liyang zu erreichen und eine Invasion vorzubereiten. Trotz der schwach ausgebauten Grenzbefestigungen konnte Sun Quans Offizier Xu Sheng die Wei-Flotte verwirren, indem er durch neue Dämme und Erdwälle den Eindruck starker Befestigung erweckte. Die Wu-Flotte traf nach einigen Tagen bei ihm ein, und Cao Pi zog sich mit seiner Armee nach Xuchang zurück, ohne dass ein Kampf stattgefunden hatte. Im Frühjahr 225 begann Cao Pi mit dem Bau eines Kanals, begab sich im Winter mit angeblich mehr als 100.000 Mann über die Stadt Qiao nach Guangling. Sun Quan erwartete ihn, aber wieder kam es nicht zur Schlacht, weil ein heftiger Wintereinbruch Cao Pis Flotte zum Rückzug zwang. Im nächsten Jahr erkrankte und starb Cao Pi in den Vorbereitungen eines weiteren Feldzugs gegen Sun Quan. Nachfolger wurde sein Sohn Cao Rui.
Auch im Süden seines Reiches verzeichnete Sun Quan Erfolge. Der Gouverneur Shi Xie starb 226 im hohen Alter, und Sun Quan teilte die Jiao-Provinz, ohne Shi Xies Söhne an der Verwaltung zu beteiligen. Ihr Aufbegehren schlug der Inspektor Lü Dai nieder, der die Shi-Familie auslöschte und Sun Quans Herrschaft im Süden des Reiches zementierte. Im Herbst 226 griff Sun Quan die Wei-Kommandantur Jiangxia an, während sein Offizier Zhuge Jin nach Xiangyang zog. Dort wurde er vom Wei-General Sima Yi besiegt, während Sun Quans Belagerung von Jiangxia keine Wirkung zeigte. Eine Expedition nach Osten wurde von Cao Zhen zurückgeschlagen. Im Winter 227/228 koordinierten die Staaten Shu und Wu erstmals ihre Operationen gegen Wei: Zhuge Liang veranlasste seinen Spion Meng Da, der Cao Rui als Großverwalter von Xincheng diente, zum Aufstand gegen Wei. Dieser Aufstand wurde jedoch unerwartet rasch von Sima Yi zerschlagen, und Meng Da kam um. Sun Quan, der gleichzeitig mit seiner Armee nach Norden zog, kehrte um. In den folgenden Jahren konzentrierten sich die militärischen Operationen Zhuge Liangs auf die Gebiete um Hanzhong, Chang’an und die südliche Liang-Provinz. Damit war die Nordgrenze von Wu entlastet, und Sun Quan konnte dem Wei-General Cao Xiu im Herbst 228 in der Schlacht von Shiting eine empfindliche Niederlage beibringen.

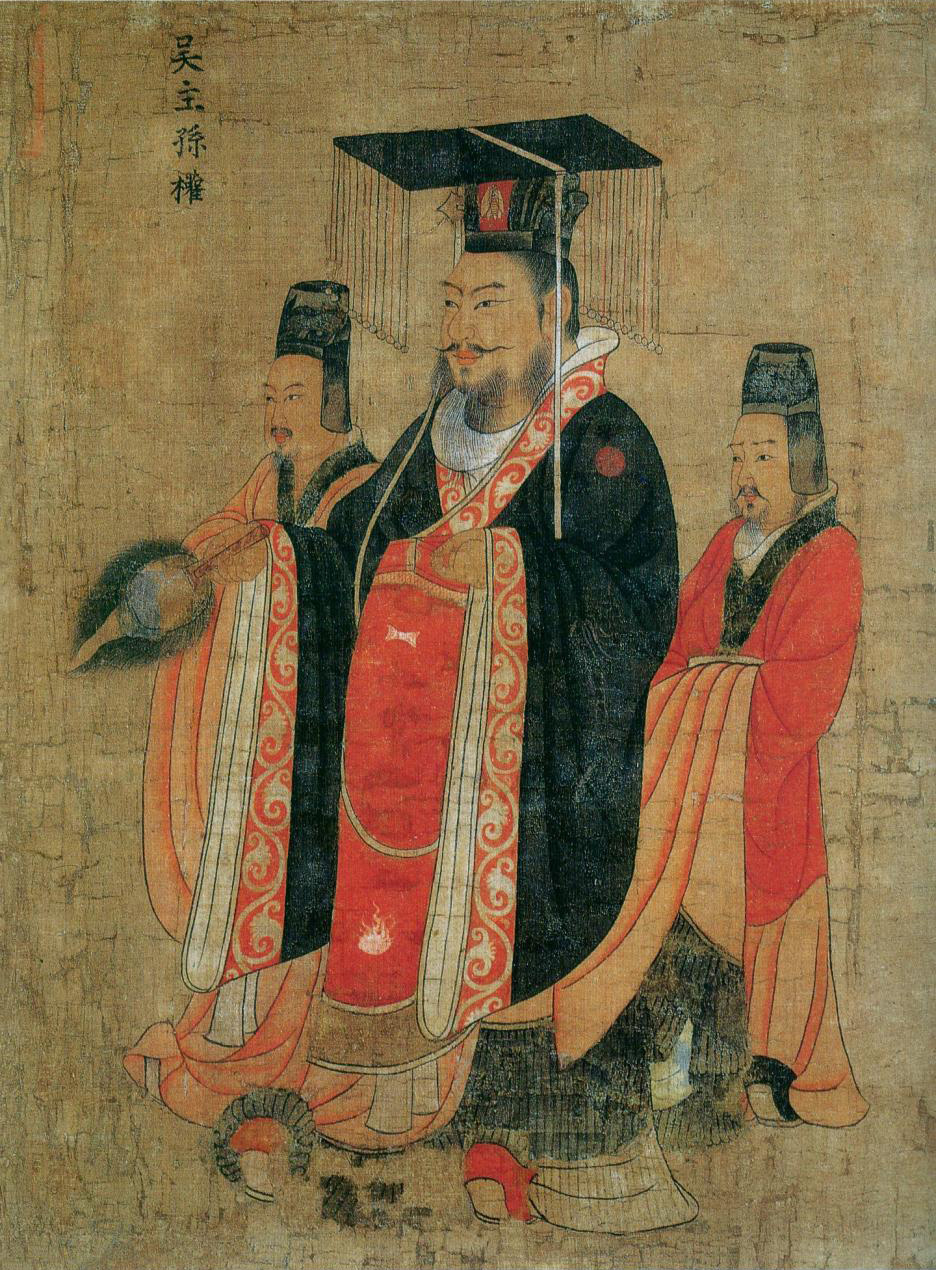
Idealporträt Sun Quans. Ausschnitt aus der Dreizehn-Kaiser-Rolle, einem Gemälde der frühen Tang-Dynastie, das Yan Liben zugeschrieben wird

Sun Quan war nach diesen Machtdemonstrationen in der Lage, einen Schritt zu tun, zu dem ihm seine Minister schon seit dem Sieg über Liu Bei geraten hatten: Er erklärte sich am 23. Juni 229 zum Kaiser der Wu-Dynastie und wählte als Regierungsdevise Huánglóng (黃龍 / 黄龙 – „gelber Drache“). Schon sein voriger Äraname Huángwǔ hatte die Farbe gelb beinhaltet, die mit kaiserlicher Herrschaft assoziiert wurde; man vergleiche auch die Regierungsdevise des Kaisers Cao Pi: Huángchū (黃初 / 黄初 – „gelber Beginn“). Der chinesische Drache ist eine erhabene, gebieterische Wesenheit und wurde im kaiserlichen China als Attribut des Kaisers verstanden. Sun Quans Regierungsdevise war also äußerst programmatisch und zeigt sein Selbstverständnis als rechtmäßiger Nachfolger des vakanten Kaiserthrons der Han-Dynastie.

### Kaiser von Wu
Sun Quans Staat war auch nach Annahme des Kaisertitels von der Zeit der Warlords geprägt: Das Militär gewährleistete die Verwaltung des Reichs, und die Generäle leiteten mit bemerkenswerter Selbstbestimmtheit ihre Zuständigkeitsbereiche. Es ist als große Leistung Sun Quans anzusehen, dass er unter solchen Umständen Ordnung und Macht wahren konnte. Die Politik am Kaiserhof war von Machtkämpfen einflussreicher Personen und Clans bestimmt, vor allem weil militärische Ämter vererbt wurden, während ihre Inhaber in der Han-Zeit regelmäßig neu bestimmt wurden.
Sun Quans größtes Verdienst mit der Einrichtung eines unabhängigen Staats südlich des Jangtse war die Erschließung des Südens, die durch die Trennung von der Regierung in Luoyang in den nächsten Jahrzehnten bedeutend voranschritt. Dort verdrängte die chinesische Kultur allmählich die autochthonen Stämme.

#### Reichsverwaltung
Sun Quan hatte schon im Jahr 221, nach Annahme des Herzogtitels, eine Regierung eingerichtet. Sie war ähnlich wie die Han-Verwaltung organisiert, und ein Kanzler stand ihr vor. Diesen Posten hatte zuerst ein gewisser Sun Shao inne, nach dessen Tod (225) der Minister Gu Yong. Von den niederen Rängen der Hofbeamten sind nur Namen und Titel überliefert, während über ihre Arbeitsweise nichts bekannt ist. Sun Quan scheint nur sechs der neun Ministerien, die unter der Han-Dynastie existierten, eingesetzt zu haben. Offenbar waren auch nicht alle Ämter jederzeit besetzt, und sie stellten eher Auszeichnungen für politisch relevante Personen dar.
Die Verwaltung des Reiches oblag größtenteils den Statthaltern und Generälen, von denen Lu Xun das höchste Kommando innehatte. Er wurde von Sun Quan im September 229 mit der Aufsicht über die Jing-Provinz und die Region um Yuzhang beauftragt, also der westlichen Reichshälfte. In der Jing-Provinz kumulierten sich die Truppen von Wu: Neben Lu Xun waren hier auch die Generäle Bu Zhi, Zhu Ran und Pan Zhang mit ihren Armeen stationiert. In Jiangling lagerte Zhuge Jin. Der Osten des Reichs wurde von Sun Quans Truppen in Jianye und denen in Danyang, Kuaiji, Wu und der Festung Ruxu kontrolliert. Das Nordufer des Jangtse bewachte Zhu Huan, der 220 Zhou Tais Kommando übernommen hatte. Er starb 228 und wurde durch den Veteranen Lü Fan ersetzt. Später beaufsichtigte Sun Quan direkt von der Hauptstadt Jianye aus das Nordufer des Jangtse. Alles in allem war sein Staat kein bürokratisches Konstrukt wie das Han-Reich, sondern ein verstetigtes Kriegsfürstentum. Die rivalisierenden Nachbarstaaten Shu Han und Wei waren ähnlich aufgebaut, und die drei Reiche mussten sich immer wieder im Krieg beweisen.

#### Soziale und wirtschaftliche Entwicklung
Sun Quans Wu-Dynastie herrschte über einen Feudalstaat. Die Sun-Familie wird historisch für nicht viel mehr als die Führerschaft einer Gruppe von Adelsfamilien angesehen, die gemeinsame Interessen verfolgten. Immerhin gelang es Sun Jian, fähige Offiziere durch seine bloße Autorität und nicht durch Familienbande auf seine Seite zu bringen. Sun Ce war für seine Feldzüge nicht auf der Suche nach Adligen, sondern nach furchtlosen, geschickten Kriegern. Noch zu Sun Quans Zeiten wurden die Vertreter des Nordens und Südens nicht nach ihrer Abstammung oder Familienzugehörigkeit, sondern nach ihren Fähigkeiten ausgewählt. Während Sun Ce und Sun Quan mit ihrer Expansion seit den 190er Jahren ihre Herrschaft im südlichen China stetig ausgedehnt hatten, stagnierte die Expansion seit den 220er Jahren. Es gab zwar genügend Länder im Süden zu erobern, aber die Ressourcen von Wu genügten nur zur Wahrung der Unabhängigkeit und Abwehr der Rivalenstaaten. Das Regierungssystem Sun Quans wurde jedoch mit der Zeit immer steifer, vor allem weil der Posten eines Verstorbenen auf seinen Sohn überging (wie es ja auch bei Sun Jian und seinen Nachfolger gehandhabt worden war). Seine Gefolgsleute setzten sich sowohl aus Einheimischen der Gegend südlich der Jangtse-Mündung (Danyang, Kuaiji, Wu) als auch aus Emigranten des Nordens zusammen. In den frühen Jahren seiner Herrschaft waren die wichtigsten Positionen im Reich mit Vertretern beider Schichten besetzt, zum Ende seiner Herrschaft hin wurden diejenigen Beamten und Generäle immer dominanter, deren Familien schon lange vor dem Ende der Han-Dynastie im Süden ansässig waren. Die letzten Vertreter des Nordens verschwanden in den 250er Jahren: Der Minister und Regent Zhuge Ke, Sohn des Zhuge Jin, wurde 253 ermordet, der Oberste Minister Teng Yin kam im Jahr 258 um. Besonders erfolgreich in den Provinzen waren die vier Familien Gu, Lu, Yu und Wei. Die Macht des Staates wurde durch zunehmende Regionalisierung der Wirtschaft im Interesse lokaler Adelsfamilien beeinträchtigt.
Die Währung der Han-Dynastie war während des 2. Jahrhunderts einer starken Inflation zum Opfer gefallen, und eine halbherzige Reform des Kanzlers Dong Zhuo hatte ihr den Rest gegeben. Im ganzen Reich war man darum zu Tauschhandel übergegangen. Cao Pi hatte 221 im Norden Getreide und Reis als offizielle Währung eingeführt, und der Tauschhandel spielte im Norden des Reiches auch nach Wiedereinführung des Kupfergeldes gerade auf dem Land die entscheidende Rolle. Sun Quan versuchte im Jahr 236 die Einführung einer Münzwährung mit einem staatlichen Monopol auf das Kupfer und dem Verbot privater Münzprägung der Adelsfamilien, hatte jedoch keinen Erfolg und gab das Vorhaben 246 auf. So konnte die Regierung nicht vom Binnenhandel profitieren und verlor eine wichtige Einnahmequelle.
Der Vorteil an dieser wirtschaftlichen Situation war, dass die Länder südlich des Jangtse keine Abgaben mehr an die Regierung in der Zentralebene leisten mussten und so einen eigenen Wohlstand entwickelten, der in diesem Maß im Süden noch nicht dagewesen war. Der Reichtum des Südens übertraf in den folgenden Jahrzehnten und Jahrhunderten schließlich den des Nordens. Gleichwohl wurde der wenig erschlossene Süden des Reiches von seinen militärischen Oberbefehlshabern, die vor allem auf ihren persönlichen Profit bedacht waren, durch rücksichtslose Kolonisation auf Kosten der einheimischen Stämme der han-chinesischen Bevölkerung erschlossen.

#### Expeditionen und Feldzüge

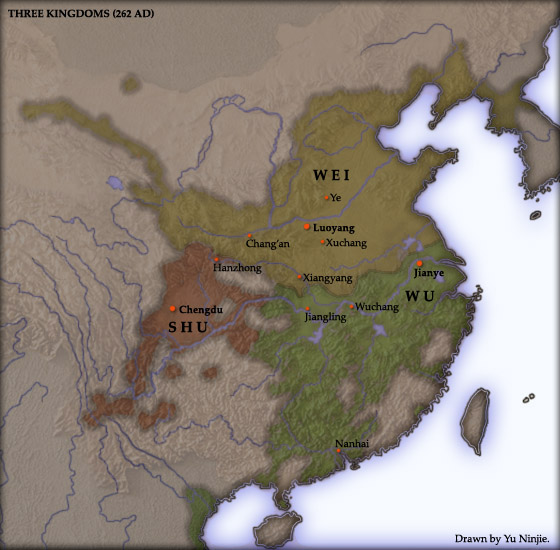
Die Gebiete der Drei Reiche Wei, Shu und Wu 229–262.

Sun Quans Außenpolitik als Kaiser von Wu begann mit einem herben Rückschlag: Er schickte seine Generäle Wei Wun (衛溫 / 卫温) und Zhuge Zhi (諸葛直 / 诸葛直) mit einer Flotte von 10.000 Matrosen ins Ostchinesische Meer hinaus, um die legendären Inseln Yizhou (夷洲) und Danzhou (亶洲) zu entdecken, die mit den Ryūkyū-Inseln bzw. den Hauptinseln von Japan identifiziert werden. Erst nach einem Jahr kehre die Flotte mit zahlreichen Gefangenen von den Yizhou-Inseln zurück, aber fast 90 % der Besatzung war an Seuchen zugrunde gegangen. Sun Quan ließ die Generäle für ihr Versagen hinrichten, obwohl Lu Xun ihm schon zuvor von der Expedition abgeraten hatte.
In den folgenden Jahren suchte Sun Quan Verständigung mit dem Gouverneur und Warlord Gongsun Yuan, der das heutige nördliche Korea beherrschte. Er war offiziell ein Untertan der Wei-Dynastie, aber seine Familie hatte auch in der dritten Generation die autonome Kontrolle über ihr Territorium behauptet. Gongsun Yuan bereitete im Jahr 231 einen Aufstand gegen den Wei-Kaiser Cao Rui vor, und Sun Quan schickte zwei Generäle zu ihm, Zhou He (周賀 / 周贺) und Pei Qian (裴濳), um Pferde zu erwerben und ihn im Gegenzug mit Proviant zu versorgen. Die Generäle wurden jedoch auf dem Rückweg von Wei-Truppen eingeholt und besiegt. Aber auch nach diesem Misserfolg gab Sun Quan seine Richtung nicht auf. Im folgenden Jahr schickte Gongsun Yuan Botschafter zu ihm, die ihm seine Unterwerfung überbrachten. Sun Quan reagierte mit der Verleihung der Neun Ehrenzeichen an Gongsun Yuan und schickte ihm (gegen den Rat von Zhang Zhao) 10.000 Mann unter den Militärbeamten Zhang Mi (張彌 / 张弥) und Xu Yan (許晏 / 许晏), die jedoch nach ihrer Ankunft von Gongsun ermordet wurden. Mit Mühe brachte Lu Xun den Kaiser davon ab, eine Strafexpedition durch das feindliche Gebiet zu Gongsun zu unternehmen. Infolge seiner Rückschläge entschuldigte sich Sun Quan bei Zhang Zhao persönlich. Er wählte auch eine neue Regierungsdevise, Jiāhé (嘉禾 – „außergewöhnliches Getreide von besonderem Wuchs, sinngemäß: Omen für Zeit von reiche Erträge“)
Im Jahr 234 unternahm Sun Quan endlich einen mit den Shu-Strategen Zhuge Liang koordinierten Angriff auf das Reich Wei. Er griff erneut der Stadt und Festung Hefei an und schickte zugleich Zhuge Jin und Lu Xun gegen die Stadt Xiangyang aus. Zhuge Liang zog über den Pass Xiagu in die Zentralebene, wurde dort jedoch von Wei-General Sima Yi zurückgeschlagen und starb noch vor dem letzten Gefecht nach kurzer, schwerer Krankheit. Im Osten belagerten die Wu-Armeen vergeblich die Städte Hefei und Xiangyang, bis Cao Rui persönlich mit Verstärkung in Hefei anlangte und Sun Quan zum Rückzug zwang. Auch Lu Xun und Zhuge Jin zogen sich zurück, um nicht zwischen Sima Yi und Cao Rui zu geraten.
Gongsun Yuan erhob sich schließlich im Jahr 237, und Sun Quan überlegte, ob er die Situation für einen Angriff gegen Wei nutzen sollte, falls Sima Yi den Aufstand nicht rasch niederschlüge. Schon im nächsten Jahr besiegte und tötete Sima Yi jedoch den Warlord, und Sun Quan gab seine Pläne auf. Ein letzter großer Angriff gegen Hefei im Jahr 241 brachte keine Änderung der Verhältnisse.

#### Innenpolitik
Sun Quans größte Sorge in der Innenpolitik war ein Prinzenstreit, der nach dem frühen Tod des Kronprinzen Sun Deng (241) ausgebrochen war. Im Jahr 242 hatte er seinen Sohn Sun He zum Kronprinzen ernannt, aber der jüngere Sun Ba, wie sein Bruder ein Sohn der Konkubine Wang, gab sich damit nicht zufrieden. Am Hof formte sich eine Clique, die seine Nachfolge befürwortete, während gleichzeitig andere Partei für den Kronprinzen ergriffen. Die wenigen Mächtigen am Hof, die zwischen den Lagern vermitteln wollten, gerieten rasch zwischen die Fronten. In den 240er Jahren fielen dem Nachfolgestreit viele Generäle und Politiker zum Opfer, auch der General Lu Xun, der 244 zum Kanzler des Reiches avanciert war. Erst sehr spät, im Jahr 250, rang sich Sun Quan zu einem Befreiungsschlag durch. Er zwang Sun Ba zum Selbstmord, verkündete eine neue Ära Taìyuán (太元) und ersetzte den Kronprinzen durch seinen minderjährigen Sohn Sun Liang. Dessen Mutter, die Konkubine Pan, erhob er im folgenden Jahr zur Kaiserin. Kurz darauf bereute er sein Vorgehen gegen Sun He, der sich im Streit wenig hatte zuschulden kommen lassen, und wollte ihn wieder einsetzen, aber seine Tochter Sun Dahu und der Minister Sun Jun brachten ihn von diesem Gedanken ab. Sie planten bereits die Kontrolle über den minderjährigen Thronfolger nach dem Tod seines hochbetagten Vaters.
Abgesehen von diesem Streit ist über Sun Quans Innenpolitik nur Nachricht über seine Religionspolitik auf uns gekommen. Sie war offenbar von Toleranz geprägt. Neben der konfuzianischen Staatsreligion der Han-Dynastie duldete er auch daoistische Gruppen und die allmähliche Ausbreitung des Buddhismus. China hatte schon seit Kaiser Wu (2. Jahrhundert v. Chr.) Kontakt mit dem Buddhismus, der seit dem 1. Jahrhundert n. Chr. auch langsam in China aufkam und im 2. Jahrhundert auch im Machtbereich der Wu-Dynastie präsent war. Zentren der Buddhisten waren Danyang, wo die von Liu Ying begründete Gemeinde unter dem Protegè des Generals Ze Rong (161–197) erblühte, und Jiaozhi im Süden, wo der Buddhismus von Indien aus eindrang. Der Vorsteher der dortigen Gemeinden, Kang Senghui, erwarb das Vertrauen des Kaisers und bewirkte eine derartige Stärkung des Buddhismus, dass seine Anhänger auch unter Sun Quans letztem Nachfolger Sun Hao nicht verfolgt wurden, dessen Regierung einen grausamen Ruf hatte.

#### Tod
Als Sun Quans Tod im Jahr 252 näherrückte, wurde seine Gemahlin, Kaiserin Pan, unter ungeklärten Umständen ermordet. Chinesische Historiker sind der Auffassung, dass es eine Intrige rachsüchtiger Diener oder machthungriger Beamter (so Hu Sansheng) war. Sun Quans gesundheitlicher Zustand wurde dadurch vollständig zerrüttet. Er rief seine letzte Regierungsdevise Shénfèng (神鳳 / 神凤 – „göttlicher Phönix“) aus. Am 21. Mai (26. Tag im 4. Monat nach dem chinesischen Kalender) desselben Jahres starb Sun Quan im Alter von 69 Jahren und wurde in seinem Ahnentempel auf dem Meihua-Hügel bei Jianye (heute Nanking) bestattet, südlich des späteren Mausoleums von Kaiser Hongwu (1328–1398). Sein Kronprinz Sun Liang folgte ihm nach und verlieh seinem Vater den postumen Titel Großer Kaiser von Wu (東吳大帝 / 东吴大帝) und den Tempelnamen Höchster Ahne (太祖).

## Nachkommenschaft
- Ehefrau Xu – 徐夫人 (Tochter des Xu Kun):
  - Sun Deng (孫登 / 孙登, 209–241)
- unbekannt:
  - Sun Lü (孫慮 / 孙虑, 213–232)
  - Sun Dahu (孫大虎 / 孙大虎, ?)
  - Sun Xiaohu (孫小虎 / 孙小虎, ?–255)
- Ehefrau Wang – 王夫人 (Tochter des Wang Lujius):
  - Sun He (孫和 / 孙和, 223–253)
  - Sun Ba (孫霸 / 孙霸, 228–250)
- Ehefrau Yuan – 袁夫人:
  - Sun Fen (孫奮 / 孙奋, ?–270)
- Ehefrau Wang – 王夫人:
  - Sun Xiu (孫休 / 孙休, 235–264)
- Kaiserin Pan (潘皇后, ?–252)
  - Sun Liang (孫亮 / 孙亮, 243–260)

### Im klassischen Roman

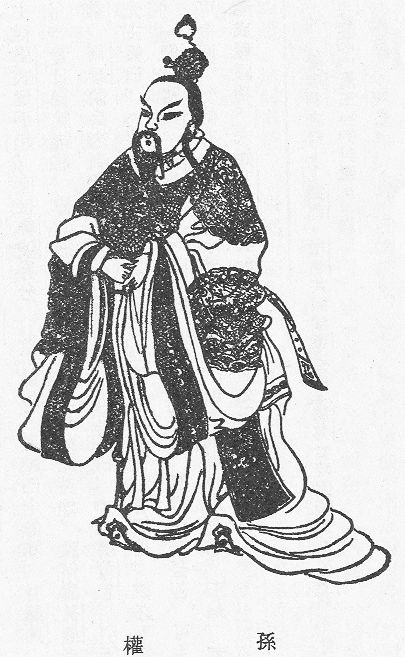
Sun Quan in einer Illustration der Geschichte der Drei Reiche aus der Qing-Zeit.